# Robilante
Robilante är en ort och kommun i provinsen Cuneo i regionen Piemonte i Italien. Kommunen hade 2 260 invånare (2018).